# Mingus Plays Piano
Mingus Plays Piano mit dem Untertitel Spontaneous Compositions and Improvisations ist ein Jazzalbum von Charles Mingus. Es wurde am 30. Juli 1963 im RCA Studio in New York City aufgenommen und erschien im folgenden Jahr bei Impulse! Records. Dieses Album mit Piano-Solo-Aufnahmen des Bassisten und Bandleaders, sieben Eigenkompositionen und vier Jazzstandards, fällt insofern aus dem Rahmen seiner Veröffentlichungen, als es kein Ensemblespiel enthält.

## Hintergrund
Nat Hentoff erwähnte in den Liner Notes die wichtige Rolle des Pianos für die Entstehung der Musik von Charles Mingus: „Ich habe in keiner Wohnung von Mingus erlebt, dass da nicht auch ein Klavier stand, und ich habe oft gehört, wie eine neue Mingus-Komposition klingt, als Mingus sie zunächst auf dem Klavier gespielt hat.“. Mingus, der zunächst Posaune und dann Kontrabass lernte, hatte immer ein Klavier in seiner Umgebung – seine ältere Schwester war Klavierschülerin – doch sein Interesse an dem Instrument begann vor allem während seiner Arbeit mit Art Tatum zu wachsen. In der Arbeit mit seinen eigenen Ensembles benutzte er das Klavier in den 1950er-Jahren, um seinen Musikern „den grundlegenden Rahmen seiner Kompositonen und Arrangements zu kommunizieren.“ Hentoff zitiert ihn aus einem Interview mit den britischen Jazz News: „Ich arrangiere die Musik nicht in der üblichen Bedeutung des Worts. Die meiste Zeit spiele ich die Melodie auf dem Piano und singe den Musikern die Interpretation vor, wobei ich die Noten in der Art und Weise krümme, wie ich sie gespielt haben will.“
Dem Mingus-Biographen Brian Priestley zufolge verstärkte sich 1963 das Interesse Mingus’ am Klavierspiel „durch erzwungene Muße so sehr […], dass er Bob Thiele auf die Idee eines Soloalbums […] ansprach.“
Mingus war sich selbst der möglichen Skepsis der Hörer und Kritiker bewusst, angesichts der Tatsache, dass er als Bassist ein Piano-Soloalbum aufnähme:

„All I can say, is that if a bass player can attempt what I've done here, by myself, some of the other musicians who are full-time pianists ought to at least consider practising more.“

## Musik des Albums
Der erste Titel des Albums, Myself When I Am Real ist (wie auch Meditations for Moses und die Schlussnummer Compositional Theme Story) eine spontane Improvisation von Mingus; Nat Hentoff sieht in der Aufnahme die romantische, rhapsodisch-lyrische Seite von Mingus’ Charakter, im Gegensatz zu „dessen angeblich ‚zornigen‘ Charakter“. Mingus selbst meinte: „sowas kommt jedes Mal, wenn ich es spiele, anders heraus. Ich gerate in eine Art Trance, wenn ich diese Art Nummer spiele. Ich kann mich erinnern, als wir dies hier aufnahmen, ich schien dabei nicht mehr Luft zu holen“.
Laut Brian Priestley war Myself When I Am Real derjenige Titel des Albums, auf den Mingus am meisten stolz war.

„Für mich ist er Ausdruck dessen, was ich fühle, und er zeigt Changes im Tempo und in der Tonart, sogar die Variationen des Themas passen in eine Komposition … ich würde sagen, die Komposition ist als Ganzes so strukturiert wie ein geschriebenes Stück Musik.“

Es kombiniert Mingus’ idiosynkratisches Verwenden der Akkorde, wie im dritten „Movement“ von The Black Saint and the Sinner Lady (1963), mit dem Walzer-Thena, das Meditations von 1964 vorwegnimmt.

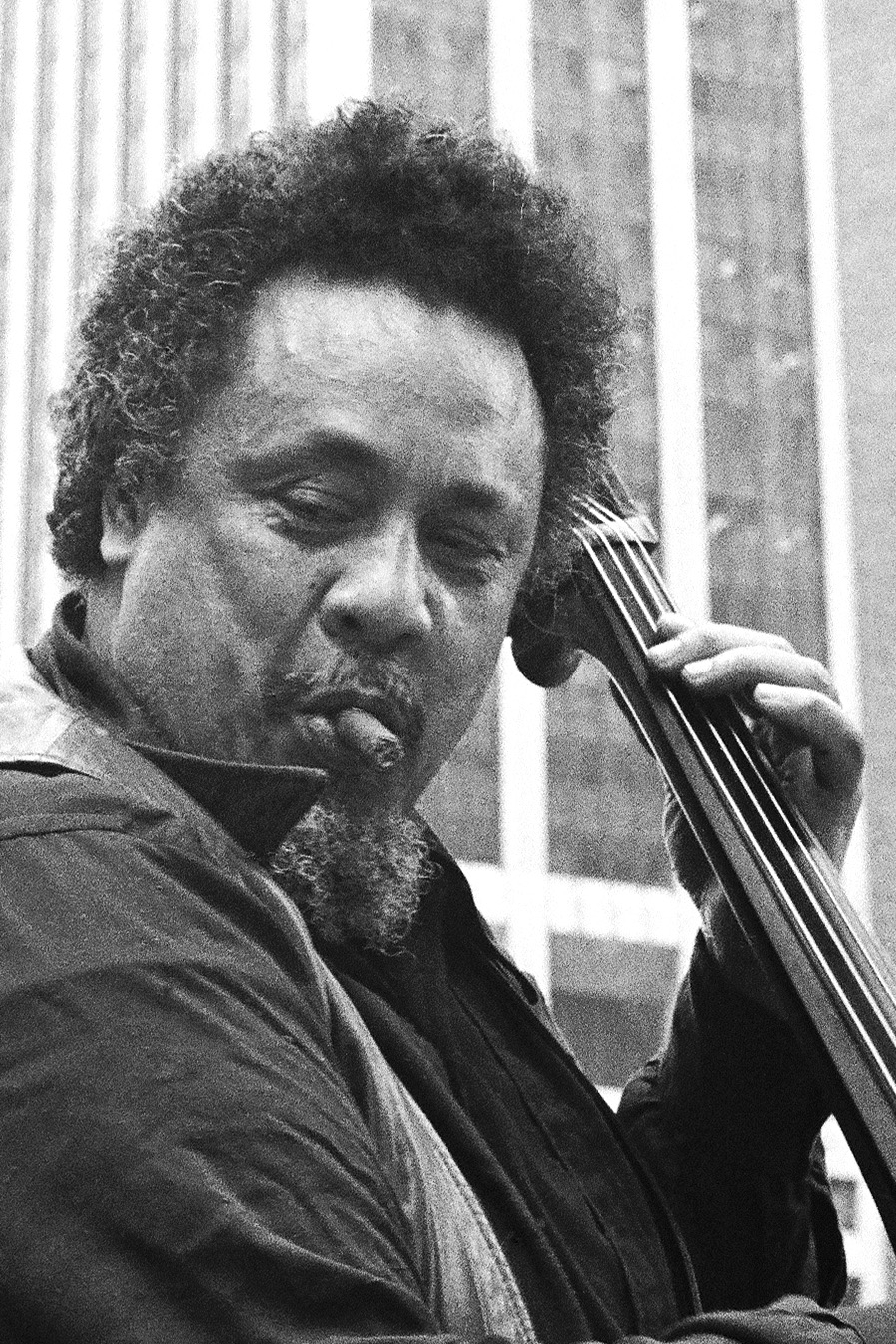
Charles Mingus (1976)

Vernon Dukes I Can’t Get Started zählte wegen des Interesses an den harmonischen Strukturen schon lange zu Mingus’ bevorzugten Standards; seine Interpretation des Titels ist „meditativ-beschaulich.“ Ebenso zeigt Mingus’ Version des Jazzklassikers Body and Soul seinen „grundlegenden Lyrizismus“, wobei Hentoff den Einfluss Art Tatums, Priestley auch den leichten Monk-Einschlag („slightly Monkish“) hervorhebt.
In Roland Kirk’s Message, das zunächst wenig mit der Musik des Multiinstrumentalisten Roland Kirk zu tun hat, bezieht sich auf die Zusammenarbeit der beiden Musiker wenige Jahre zuvor und ist Ausdruck der Wertschätzung für Kirks musikalische Integrität und emotionale Direktheit. Nach Priestleys Ansicht bezieht sich die Komposition auf Mingus’ Old Blues for Walt’s Torin (vom Album Oh Yeah (1961), an dem Kirk mitwirkte). „It’s not like playin’ at home by yourself“, sagte danach Mingus zu einer Person Studio (wahrscheinlich zu Bob Thiele), die daraufhin fragt, „Well, what can we do for you?“
Für Nat Hentoff ist der Eubie-Blake-Titel Memories of You ein weiterer populärer Standard, der „in Mingus eingesickert ist“. Die folgende Spontankomposition She’s Just Miss Popular Hybrid ist einer Bekannten des Musikers gewidmet.
Priestley weist darauf hin, dass sie mit einer typischen Mingus-Phrase beginnt, in Verbindung mit der Komposition The Man Who Never Sleeps (1970) steht und entfernt an eine der Linien von Don’t Be Afraid, the Clown’s Afraid Too (von dem Album Let My Children Hear Music) erinnert.
Orange Was the Color of Her Dress, Then Silk Blues ist eine frühe Version des gleichnamigen Ensemblestücks, das ab 1964 zum festen Repertoire der Mingus-Band gehörte (u. a. zu hören auf Cornell 1964, The Great Concert, Paris 1964 und Changes One/Two). Die Komposition schrieb Mingus zuvor für das Theaterstück A Song With Orange von S. Lee Pogostin. Nach der Spontanimprovisation Meditations for Moses, die ein Zitat aus Invisibly Lady aufweist, folgt die Komposition Old Portrait, die unter verschiedenen Titeln mehrmals im Werk Charles Mingus’ auftaucht; ursprünglich schrieb er sie als „God’s Portrait“ und spielte sie später als „Self Portrait“, in den 1950er-Jahren nahm er sie als „Portrait“ auf. Die Phrase zwischen dem neunten und zwölften Takt bezieht sich auf einen weiteren Mingus-Titel, auf "Once Upon a Time There Was a Holding Corporation Called Old America", den Mingus 1965 in Monterey spielte. I’m Getting Sentimental Over You ist eine weitere „persönliche Wiederbelebung eines Standards“; das Album endet mit der Suite Compositional Theme Story: Medleys, Anthems and Folklore, dem längsten und episodischsten Titel der LP. Nach Priestleys Analyse enthält sie Zitate der Songs When Johnny Comes Marching Home (einem Lied aus der Zeit des amerikanischen Sezessionskriegs), I Dream of Jeanie with the Light Brown Hair (einem alten Salonlied) und Irving Berlins patriotischem Lied God Bless America.

## Titelliste
- Charles Mingus: Mingus Plays Piano (Impulse A(S) 60, IMP 12172)
  1. Myself When I Am Real – 7:38
  2. I Can’t Get Started (Vernon Duke, Ira Gershwin) – 3:43
  3. Body and Soul (Johnny Green, Edward Heyman, Robert Sour, Frank Eyton) – 4:35
  4. Roland Kirk’s Message – 2:43
  5. Memories of You (Eubie Blake, Andy Razaf) – 4:37
  6. She’s Just Miss Popular Hybrid – 3:11
  7. Orange Was the Color of Her Dress, Then Silk Blues – 4:18
  8. Meditations for Moses – 3:38
  9. Old Portrait – 3:49
  10. I’m Getting Sentimental Over You (George Bassman, Ned Washington) – 3:46
  11. Compositional Theme Story: Medleys, Anthems and Folklore – 8:35

Kompositionen ohne Urhebernennung stammen von Charles Mingus.

## Rezeption
Nach Ansicht von Brian Priestley verschafft das Album „vielfältige Erkenntnisse über den Improvisator-Komponisten-Arrangeur, der sein Material zunächst am Klavier ausarbeitete“, wie vor allem der Titel She’s Just Miss Popular Hybrid zeige.
Scott Yanow bewertete das Album in AllMusic mit vier (von fünf) Sternen und schrieb:

„Bassist Charles Mingus wird sich zwar nie als Virtuose auf dem Klavier qualifizieren, aber seine Technik war halbwegs eindrucksvoll und sein Einfallsreichtum wirklich brillant. Diese einzigartige Solo-Piano-CD (die 1997 wiederveröffentlicht wurde) […] ist meistenteils faszinierend, so als ob man Mingus beim lauten Denken zuhöre.“

Horst Weber und Gerd Filtgen lobten vor allem den „Trancecharakter, den die spontan entstandenen Eigenkompositionen teilweise vermitteln.“ So lasse Myself When I’m Real „schon gar nicht mehr die Frage zu, ob Mingus nun auch ein guter Pianist ist. Dies wird zur Nebensache, wenn die impressionistischen Motive, die die verschiedensten Stimmungen beinhalten, an einem vorüberziehen.“ Ebenso erzeuge er mit rollenden Pianofiguren in Roland Kirk’s Message „einen gewaltigen Klang, der an die wahnsinnig lang anhaltenden Töne“ des Multiinstrumentalisten erinnert. Aus Meditations for Moses hingegen könne herausgehört werden, „wie Mingus die Dramaturgie seiner Gruppen vom Klavier aus gestaltete.“ Im programmatischen Compositional Theme Story liege „ein großer Teil der Musik, die Mingus in seinem Leben hörte, und die ihn zu seiner eigenen musikalischen Ausdrucksform brachte“; das Spektrum reicht vom Kinderliedern, Kirchenmusik, romantischen Klängen bis hin zu kitschiger Salonmusik.

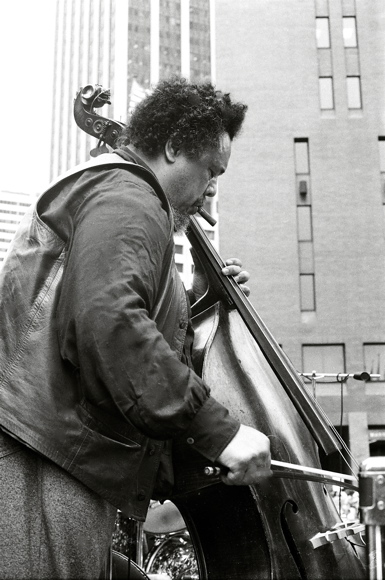
Charles Mingus (1976)

Die Kritiker Richard Cook und Brian Morton, die in ihrem Penguin Guide to Jazz das Album mit drei (von vier) Sternen bewerteten, meinten, Mingus spiele auf dem Album „etwas mehr als das Komponistenpiano im Laufe seiner Karriere“. Sein Anschlag und harmonisches Gespür sei sicher, wenn auch kaum virtuos. Am interessantesten seien Orange Was the Color of Her Dress, Then Silk Blues, das auf diese Art auf seine Essenz reduziert wird, sowie When I Am Real und das „gründlich unverfrorene“ Body and Soul. Auch wenn Mingus Plays Piano sicher nicht in der ersten Reihe der Mingus-Alben stehe, sei es nicht nur für Sammler interessant.
Harvey Pekar meint in JazzTimes, dass Mingus, der über keine großartige Piano-Technik verfüge, in seinen musikalischen Grenzen bleibe und ihm dabei kaum Fehler unterliefen. Meist sei sein Spiel „nachdenklich und harmonisch verblüffend“. Obgleich sein Hauptinstrument der Kontrabass sei, könnten sich viele Pianisten glücklich schätzen, wenn sie so kreativ wie er spielen könnten.
Robert Spence schrieb anlässlich der CD-Veröffentlichung 1997 in All About Jazz, schon allein wegen des 7½-minütigen Myself When I Am Real sei es das Album wert; „Mingus’ Pianospiel klingt hier, als wenn Claude Debussy Bill Evans spiele, oder vielleicht sogar umgekehrt. Das Stück ist zart und emotional, so stark wie auf seine Weise The Black Saint and the Sinner Lady, aber ein klein wenig introvertierter“. Myself When I Am Real „ist wie ein kurzer Blick auf den stillen Kern dessen, das die Mingus-Alben so übergreifend erfolgreich machte.“ I Can’t Get Started sei hingegen „präzis und wehmütig“, Body and Soul sprudelnd verschönert. Roland Kirk’s Message eröffne mit einer an Duke Ellington erinnernden Fanfare. Ein weiterer Höhepunkt des Albums sei Orange Was the Color of Her Dress, Then Silk Blues, der ohne die Hornbläser, die Mingus bei der Europatournee 1964 (Clifford Jordan und Eric Dolphy) verwendete, nicht so übermütig und dafür tiefsinniger erscheint, mit einem fragilen meditativen Empfinden. Kurz singt Mingus ein Fragment des Liedtexts während des Atmens; es zeige die „völlige Verbundenheit mit seiner Kunst“. Spence erwähnt den Flamenco-Einfluss im „klagend unruhigen“ Meditations for Moses. Der Schlusstitel sei ein Auszug der bekannten Mingus-Technik wechselnder Stimmungen, auch wenn dies weniger emotional sei in Myself When I Am Real ausfalle, sei Mingus’ Darbietung nicht weniger meisterhaft. Einige Riffs dieses Titels landeten dann im bravourösen Meditations der 1964er-Tour.
Resümierend stellt Spence fest, dass Mingus Plays Piano eine der schönsten Aufnahmen dieser Zeit sei. Es sei „aus sich selbst heraus vielleicht das persönlichere Statement als sogar sein Meisterwerk ‚The Black Saint and the Sinner Lady‘. Obwohl alles von Mingus hörenswert sei, sei ‚Mingus Plays Piano‘ ‚erstrangig‘ — weit weg von der bloßen Neuheit, sondern vielmehr eine der schönsten Stunden eines großartigen Künstlers.“